# Diddy Kong Racing
Diddy Kong Racing (Japans: ディディーコングレーシング) is een race game voor de Nintendo 64 ontwikkeld door Rareware. Dit spel kwam voor het eerst uit in 1997. 800.000 exemplaren werden verkocht twee weken voor kerst 1997, en was het snelst verkochte videospel op dat moment, volgens het Guinness Book of Records. Een verbeterde remake van dit spel voor de Nintendo DS werd bekendgemaakt tijdens Nintendo's persconferentie op 9 mei 2006. Deze nieuwe versie, genaamd Diddy Kong Racing DS, is uiteindelijk uitgebracht in Europa op 20 april 2007.
Diddy Kong Racing is een kart game vergelijkbaar met de Mario Kart-reeks videospellen, daarbij bevat DKR ook een onderscheidende adventure mode. De game herbergt bekende Rare spelfiguren, waarvan sommige toentertijd nog niet voorkwamen in andere spellen van Rare (Banjo-Kazooie en Conker's Bad Fur Day waren toen bijvoorbeeld nog niet uitgekomen, maar Banjo en Conker zijn wel te vinden in dit spel). Diddy Kong Racing was deels dus ook bedoeld voor het introduceren van Rare's toekomstige franchise spelfiguren op een vroeg moment, zodat spelers ze snel in de toekomst zouden herkennen wanneer ze voorkwamen in toekomstige titels. In Diddy Kong Racing DS werden Banjo en Conker vervangen door Dixie Kong en Tiny Kong, dit omdat Rare inmiddels onderdeel was geworden van Microsoft. 

## Race banen
Diddy Kong Racing kent de volgende racebanen:

### Dino Domain
- Ancient Lake
- Fossil Canyon
- Jungle Falls
- Hot Top Volcano
- Tricky the Triceratops
- Ancient Lake: Silver Coin Challenge
- Fossil Canyon: Silver Coin Challenge
- Jungle Falls: Silver Coin Challenge
- Hot Top Volcano: Silver Coin Challenge
- Tricky the Triceratops: Rematch
- Battle Stage: Fire Mountain
- Trophy Race

### Snowflake Mountain
- Everfrost Peak
- Walrus Cove
- Snowball Valley
- Frosty Village
- Bluey the Walrus
- Everfrost Peak: Silver Coin Challenge
- Walrus Cove: Silver Coin Challenge
- Snowball Valley: Silver Coin Challenge
- Frosty Village: Silver Coin Challenge
- Bluey the Walrus: Rematch
- Battle Stage: Icicle Pyramid
- Trophy Race

### Sherbet Island
- Whale Bay
- Pirate Lagoon
- Crescent Island
- Treasure Caves
- Bubbler the Octopus
- Whale Bay: Silver Coin Challenge
- Pirate Lagoon: Silver Coin Challenge
- Crescent Island: Silver Coin Challenge
- Treasure Caves: Silver Coin Challenge
- Bubbler the Octopus: Rematch
- Battle Stage: Darkwater Beach
- Trophy Race

### Dragon Forest
- Boulder Canyon
- Greenwood Village
- Windmill Plains
- Haunted Woods
- Smokey the Dragon
- Boulder Canyon: Silver Coin Challenge
- Greenwood Village: Silver Coin Challenge
- Windmill Plains: Silver Coin Challenge
- Haunted Woods: Silver Coin Challenge
- Smokey the Dragon: Rematch
- Battle Stage: Smokey Castle
- Trophy Race

### Future Fun Land
- Spacedust Alley
- Darkmoon Caverns
- Star City
- Spaceport Alpha
- Spacedust Alley: Silver Coin Challenge
- Darkmoon Caverns: Silver Coin Challenge
- Star City: Silver Coin Challenge
- Spaceport Alpha: Silver Coin Challenge
- Wizpig
- Trophy Race

## Ontvangst
| Beoordeeld door         | Datum            | Score |
| ----------------------- | ---------------- | ----- |
| The Video Game Critic   | 30 juli 2000     | 100%  |
| Electric Playground     | 24 november 1997 | 100%  |
| Total! (Duitsland)      | november 1997    | 100%  |
| Game Play 64            | januari 1998     | 92%   |
| HonestGamers            | 8 juli 2010      | 90%   |
| Meristation             | 30 november 1997 | 90%   |
| Nintendo Power Magazine | december 1997    | 86%   |
| Joystick (Frans)        | februari 1998    | 85%   |
| GamesCollection         | 20 augustus 2010 | 85%   |
| Retroage                | 25 december 2008 | 83%   |